# تجربة هاولي
كانت تجربة هاولي أول مقارنةٍ بين الزراعة العضوية والزراعة التقليدية المعتمدة على الكيماويات، بدأت عام 1939 على يد الليدي إيف بلفور وأليس ديبنهام، في مزرعتين متجاورتين في منطقة هاولي جرين، بمقاطعة سوفولك بإنجلترا. وكانت مبنية على فكرة اعتماد المزارعين اعتمادا كبيرا للغاية على الأسمدة، وأن الماشية، والمحاصيل، والتربة يجب أن تعامل جميعها على أنها نظام كامل، وأن الطعام المنتج من الزراعة «الطبيعية» يجب أن يكون صحيًا أكثر من الطعام المنتج بطرق أكثر شدةً. وقد كانت الليدي بلفور تعتقد أن مستقبل الجنس البشري وصحة الإنسان تعتمد على كيفية معاملة التربة، وقامت بالتجارب لتستخلص البيانات العلمية التي ستساعد في دعم هذه الافتراضات.
وقد كتبت ديبورا ستينر، عالمة الحشرات، أنه بالمقاييس الحديثة كانت تجربة هاولي «عرضَا» أكثر منها تجربةً فعلية، ذلك بأنها افتقرت للدقة المنهجية، وبالتالي من غير الممكن رسم أي استنتاجات ثابتة من معطياتها. ومن نتائج البحث المذكورة في التجربة:
تتقلب مستويات المعادن المتوفرة في التربة تبعًا المواسم، وتتوافق أقصى الدرجات مع وقت أقصى احتياج النبات وقد كانت هذه التقلبات أكبر بكثير في قطع الأراضي العضوية. -ظلت مستويات المعادن النباتية عاليةً أو أعلى في قطع الأرض العضوية حتى دون تلقيها أي معطيات من المعادن التي زودت بها قطع الأرض التقليدية. -احتاجت الحيوانات التي تتغذي عضويًا إلى 12-15% معطيات أقل من الطعام، وظلت أكثر صحةً، وعاشت وقتًا أطول من قرنائها التقليدين. -زيادة في النواتج.
تم قياس خصائص الأقسام الثلاث في مطلع الثمانينات ووُجِدَت الاختلافات في كثافة ديدان الأرض، وعمق جذور المحصول، وخصائص التربة ومنها نسبة الكربون في التربة، والرطوبة، وبشكل مفاجئ، في درجة الحرارة.

## وصلات خارجية
- Towards a Sustainable Agriculture - The Living Soil – text of address by Eve Balfour to the 1977 IFOAM conference in Switzerland.